# خوزه ماریا ماگوتری
خوزه ماریا ماگوتری (انگلیسی: José María Maguregui; ۱۶ مارس ۱۹۳۴ – ۳۰ دسامبر ۲۰۱۳) بازیکن فوتبال اهل اسپانیا بود.
از باشگاه‌هایی که در آن بازی کرده‌است می‌توان به باشگاه فوتبال اسپانیول، باشگاه فوتبال رکریتیوو اوئلوا، باشگاه فوتبال اتلتیک بیلبائو، و باشگاه فوتبال سویا اشاره کرد.
وی همچنین در تیم‌های ملی فوتبال زیر ۱۸ سال اسپانیا، Spain B national football team، و اسپانیا بازی کرده‌است.